# Kees Dutilh
Christian Corneille Dutilh (Crooswijk, Rotterdam, 5 maart 1915 - Bunnik, 24 februari 1944) zat in het verzet tijdens de Tweede Wereldoorlog.
Dutilhs astma verhinderde de vervulling van militaire dienst, maar niet een actieve rol in het verzet. Vanuit zijn onderduikadres in Bergen aan Zee bespioneerde hij de Duitsers en verzond hij de door hem verzamelde gegevens naar Engeland.

## Groep Kees
Dutilh was oprichter van de Groep Kees in Amsterdam. Tijdens de Tweede Wereldoorlog verstuurde zijn groep berichten naar Engeland. De groep werd geïnfiltreerd door Anton van der Waals, waarop Dutilh op 10 maart 1943 werd gearresteerd. De groep bleef echter actief, de vijfde en laatste leider was F.K.T. Beukema toe Water die werd bijgestaan door codiste Eveline van Lennep (schuilnaam Nellie Hoekstra). Berichten van de groep werden ook regelmatig verzonden door Louis d'Aulnis. Zo verzond d'Aulnis ook op 23 maart 1945 op verzoek van de groep het bericht over de SS, die zich in en om Huis Zuylenstein bevond, waarna het huis op 25 en 26 maart door twaalf jachtvliegtuigen werd gebombardeerd. SS Commandant Martin Kohlroser stond aan het hoofd van de 34ste SS Grenadier Divisie 'Landstorm Nederland', maar was afwezig. Het huis en enkele kaarten werden vernietigd.
Kees Dutilh werd op maandag 24 februari 1944 in het Fort bij Rijnauwen gefusilleerd.

## Onderscheidingen
Na de oorlog werden hem postuum de volgende onderscheidingen toegekend:
- Op 31 mei 1945 een Message for Appreciation (door de bevelhebber van het Eerste Canadese Leger generaal H.D.G. Crerar) aan de nabestaanden.
- Op 29 april 1946 een Certificate of Appreciation (van veldmaarschalk Sir Bernard Montgomery) aan de nabestaanden.
- Op 11 juli 1946 een persoonlijk ondertekende betuiging van deelneming van H.M. Koningin Wilhelmina aan de vader van Kees Dutilh, mr. Jacques Dutilh.
- Op 6 februari 1950 het Bronzen Kruis, toegekend bij Koninklijk Besluit van 2 januari 1950 (uitgereikt door de toenmalige minister van Oorlog en Marine in de Ridderzaal).
- Op 26 maart 1982 het Verzetsherdenkingskruis (uitgereikt door Z.K.H. Prins Bernhard te Middelburg).

## Gedenktekens
- Op 23 februari 1969, vijfentwintig jaar na Kees' terechtstelling, werd in tegenwoordigheid van familie en vrienden te Fort Rijnauwen een gedenksteen onthuld.
- Op 8 maart 2007 is in Barendrecht een rode esdoorn geplant met een gedenkplaat ter herinnering aan Dutilh in de naar hem genoemde straat: Dutilh-akker in de wijk Vrijheidsakker.